# Hynobius tsuensis
Espèce
Synonymes
- Hynobius bicolor Dunn, 1923
- Hynobius tagoi Dunn, 1923

Statut de conservation UICN

 LC  : Préoccupation mineure
Hynobius tsuensis est une espèce d'urodèles de la famille des Hynobiidae.

## Répartition
Cette espèce est endémique du Japon. Elle se rencontre sur l'île Tsushima.

## Description
Hynobius tsuensis mesure de 58 à 75 mm sans la queue et de 109 à 142 mm de longueur totale.

## Étymologie
Son nom d'espèce, composé de tsu et du suffixe latin -ensis, « qui vit dans, qui habite », lui a été donné en référence au lieu de sa découverte, l'île Tsushima.

## Publication originale
- Abé, 1922 : « On Ambystomatidae from Japan ». Zoological Magazine, Tokyo, vol. 34, p. 328-332.